# Licorice Pizza
A Licorice Pizza 2021-ben bemutatott amerikai filmvígjáték-dráma, amelyet Paul Thomas Anderson írt és rendezett. A főbb szerepekben Alana Haim, Cooper Hoffman, Sean Penn, Tom Waits, Bradley Cooper és Benny Safdie látható.
Az Amerikai Egyesült Államokban 2021. november 26-án került a mozikba, Magyarországon 2022. március 24-én jelent meg a Fórum Hungary forgalmazásában. 
Bár bevételi szempontból megbukott, a kritikusok elismerően nyilatkoztak róla és három jelölést kapott a 94. Oscar-gálán: legjobb film, legjobb rendező, legjobb eredeti forgatókönyv. Az 1988-as Esőember óta ez volt az első, teljes egészében a Metro-Goldwyn-Mayer által gyártott, értékesített és forgalmazott film, amelyet a legjobb film kategóriában jelöltek a díjra. A 79. Golden Globe-díjátadón négy jelölést kapott, köztük a legjobb filmmusical vagy vígjáték kategóriában. Anderson elnyerte a legjobb eredeti forgatókönyvért járó BAFTA-díjat.

## Cselekmény
A film az 1970-es évek első felében, a kaliforniai San Fernando völgyben játszódik. Egy 15 éves színész, Gary Valentine és egy 
25 éves fotóasszisztens lány, Alana Kane szerelmi történetét meséli el.

## Szereplők
| Színész               | Szerep          | Magyar hang   |
| --------------------- | --------------- | ------------- |
| Alana Haim            | Alana           | Sodró Eliza   |
| Cooper Hoffman        | Gary            | Rada Bálint   |
| Skyler Gisondo        | Lance Brannigan | Penke Bence   |
| Mary Elizabeth Ellis  | Anita           | Haffner Anikó |
| John Michael Higgins  | Jerry Frick     | Pipó László   |
| Christine Ebersole    | Lucy Doolittle  | Rátonyi Hajni |
| Harriet Sansom Harris | Mary Grady      | Halász Aranka |
| Sean Penn             | Jack Holden     | Görög László  |
| Tom Waits             | Rex Blau        | Sörös Sándor  |
| Bradley Cooper        | Jon Peters      | Rajkai Zoltán |

## Bemutató
2019. december 18-án a Focus Features vállalta el a film gyártását és forgalmazását. 2020. július 17-én jelentették be, hogy a Metro-Goldwyn-Mayer megszerezte a film forgalmazási jogait a Focustól, és az MGM a COVID-19 világjárvány miatt új kezdési időpontot tűz ki.
A filmet a United Artists Releasing 2021. november 26-án mutatta be kiválasztott mozikban az Amerikai Egyesült Államokban, majd 2021. december 25-én került országos forgalmazásba. Az Egyesült Királyságban 2022. január 14-én mutatták be a Universal Pictures kiadásában.

## Fogadtatás

### Bevételi adatok
A 40 millió dollárból készült Licorice Pizza 17,3 millió dolláros bevételt hozott az Egyesült Államokban és Kanadában. 15,9 millió dollárt termelt más területeken, így világszerte összesen 33,2 millió dollárt gyűjtött. A nyitóhétvégén 335 000 dollárt termelt, ami átlagosan 83 800 dollár volt vetítésenként.

## Médiakiadás
A film digitálisan 2022. március 1-jén, Blu-rayen és DVD-n 2022. május 17-én jelent meg a Universal Pictures Home Entertainment forgalmazásában.

## Fordítás
- Ez a szócikk részben vagy egészben  a   Licorice Pizza című angol Wikipédia-szócikk fordításán alapul.  Az eredeti cikk szerkesztőit annak laptörténete sorolja fel. Ez a jelzés csupán a megfogalmazás eredetét és a szerzői jogokat jelzi, nem szolgál a cikkben szereplő információk forrásmegjelöléseként.